# Нуресіль
Нуресі́ль (каз. Нұресіл) — село у складі Цілиноградського району Акмолинської області Казахстану. Адміністративний центр Нуресільського сільського округу.
Населення — 1729 осіб (2021; 1690 у 2009, 1094 у 1999, 1027 у 1989).
Національний склад станом на 1989 рік:
- казахи — 46 %;
- росіяни — 26 %.